# Самборская ратуша
Самборская ратуша — помещение магистрата города Самбор (Львовская область). Расположена на центральной площади города — площадь Рынок, 1.

## История
Первоначальная ратуша была деревянной. Она сгорела в 1498 году в пожаре, в котором выгорел весь район.
В начале XVI столетия была построена новая одноэтажная ратуша с невысокой башней и часами, которая сгорела в 1637 году. 

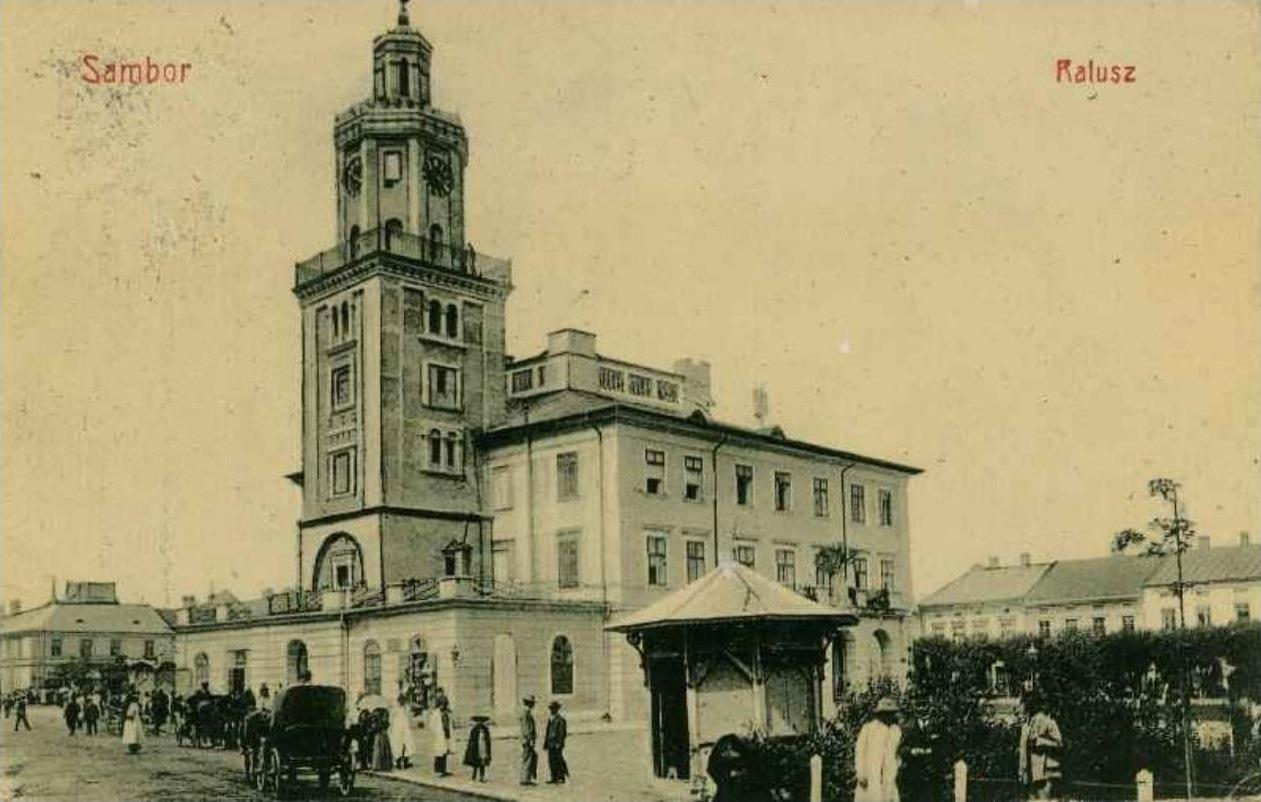
Самборская ратуша, нач. XX ст.

Следующая ратуша была возведена там же в 1638—1668 годах, она была двухэтажной, каменной, с 40-метровой восьмигранной башней и фонарём. На современном здании от неё сохранился ренессансный портал. Хотя документов об изготовлении портала не сохранилось, его формы, чистота стиля говорят о том, что этот портал изготовлен вместе с первоначальной строением и что его мастер находился под влиянием итальянских мастеров, которые работали в Кракове.
Над портиком при боковом входе в ратушу установлен герб города, который переутвердил для Самбора австрийский император Иосиф II указом от 26 июня 1788 года. Это голубой щит, на котором изображён олень, бегущий налево, шея которого пронзена стрелой. Вверху щит украшен золотой короной.
В 1844 году ратушу реконструировали — достроили входящие портики, изменили место входа и обновили фасады. В 1885 году на ратушной башне были установлены часы, купленные в Праге, с боем и циферблатами на четыре стороны (городу часы обошлись в немалую по тем временам сумму: 1200 злотых). Изначально часы подсвечивались ночью. Через некоторое время они сломались, и в 1980 году их отремонтировали, но циферблат на северной стороне остался бездействующим.

## Галерея

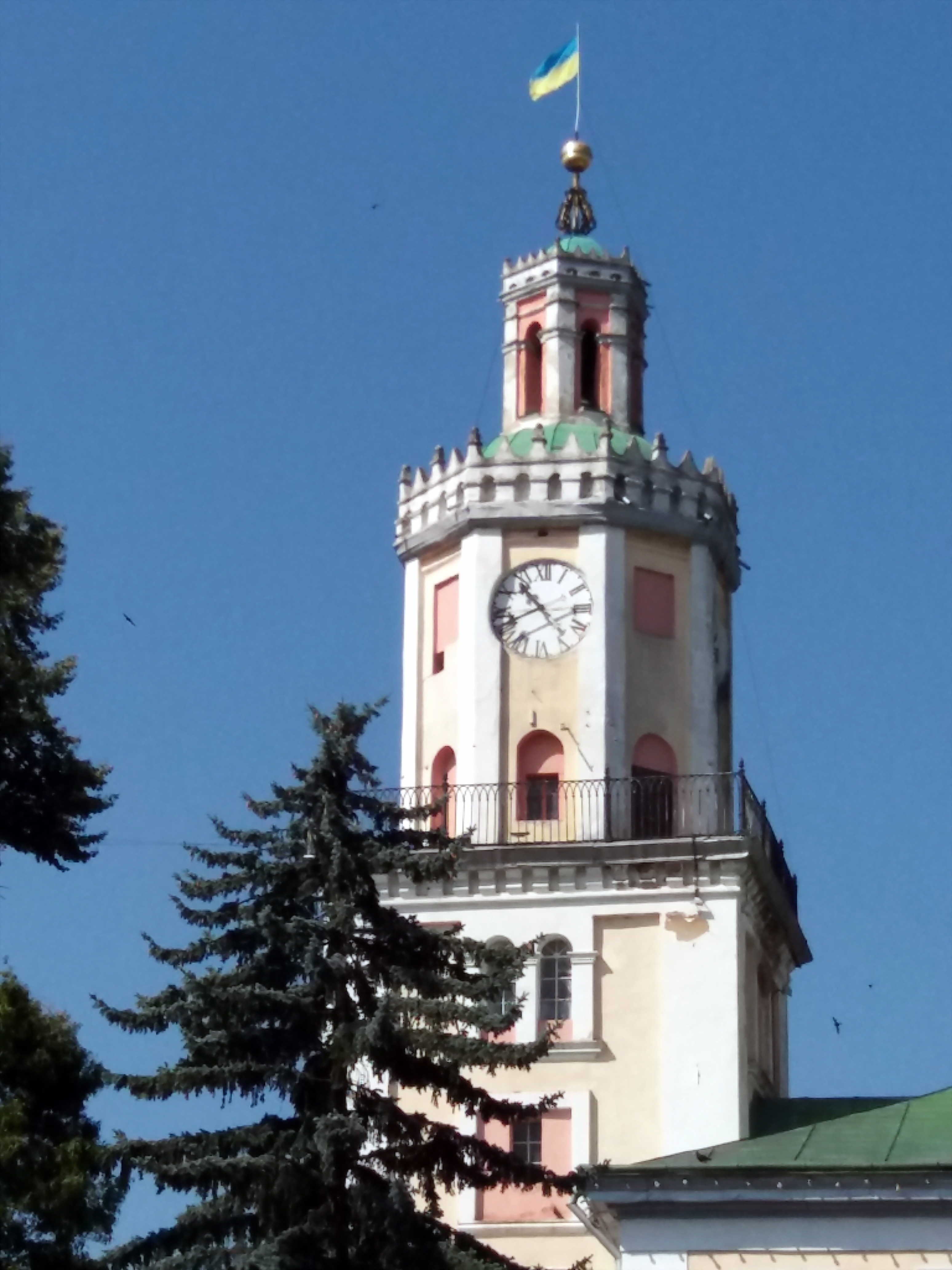
Часы и фонарь
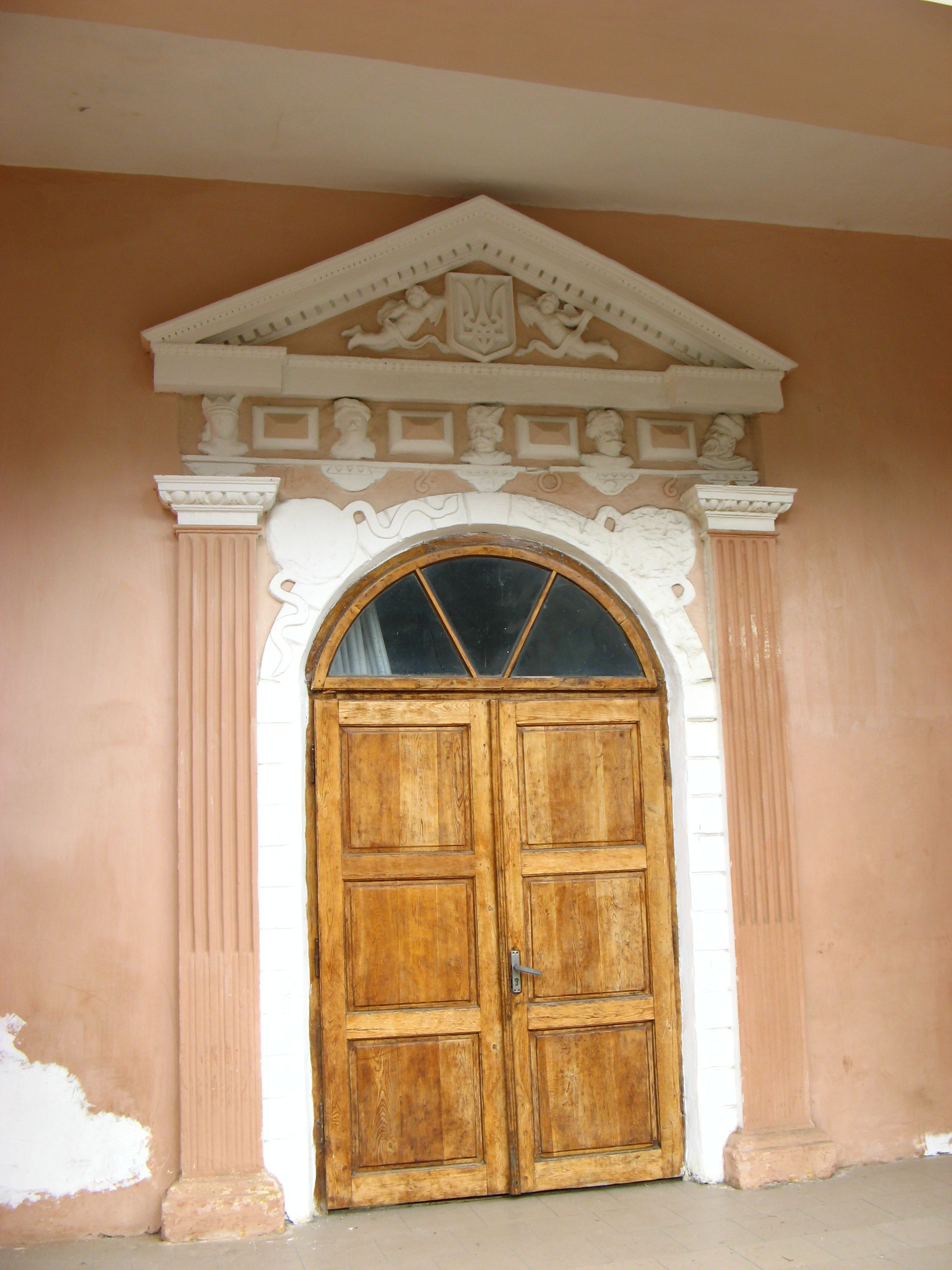
Портал (современный элемент — трезубец)
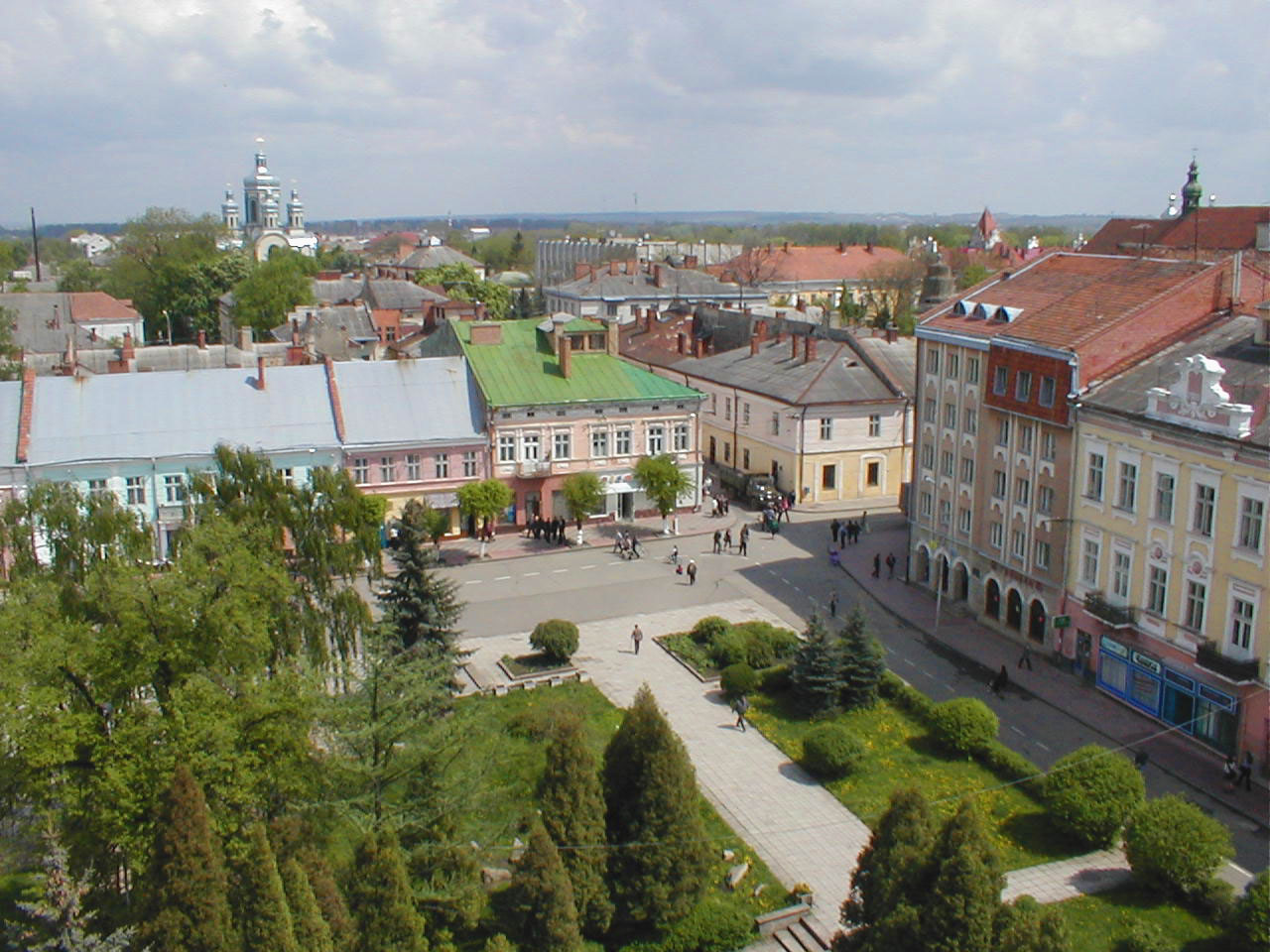
Северо-восточный фасад
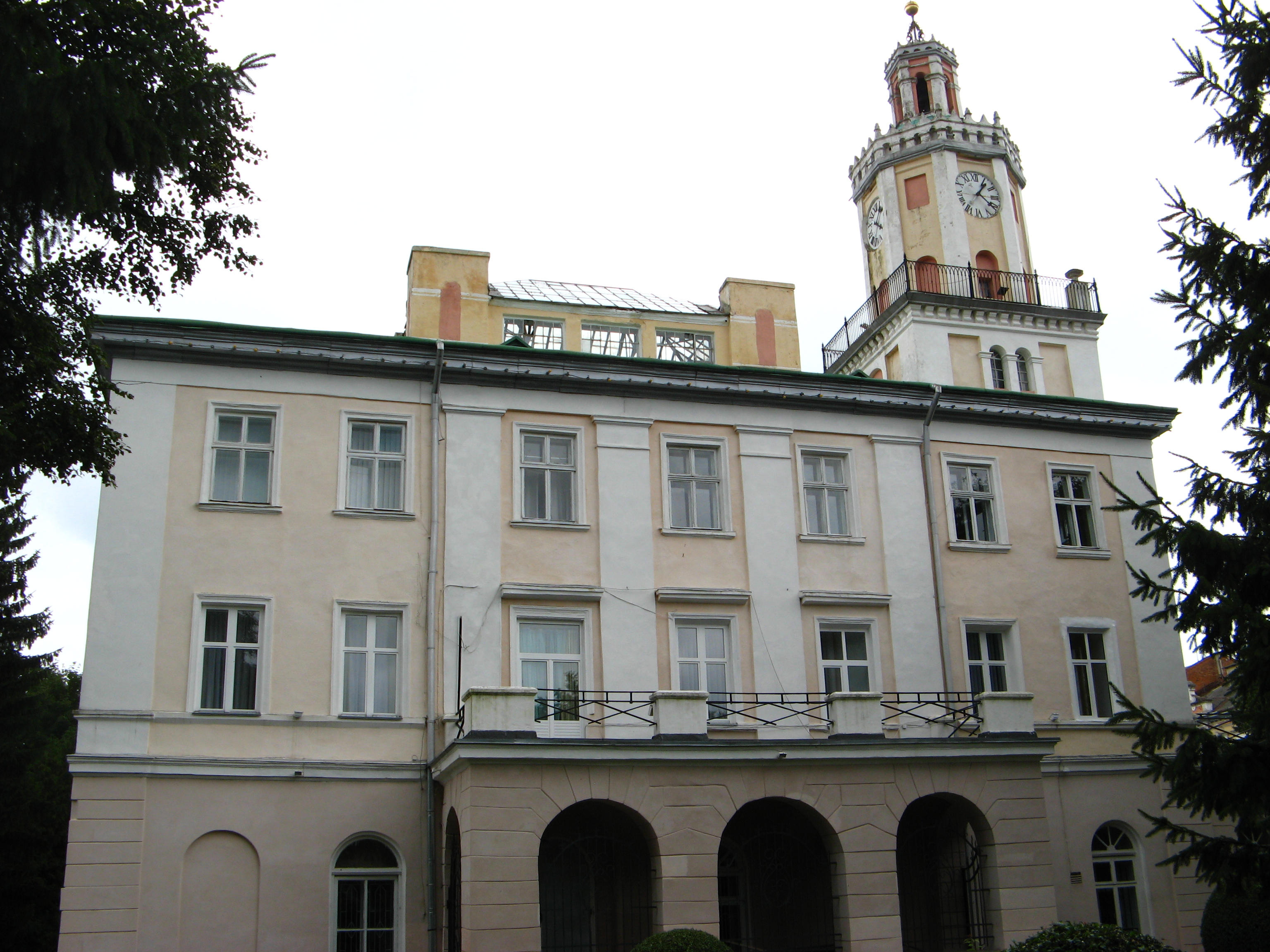
Юго-западный фасад
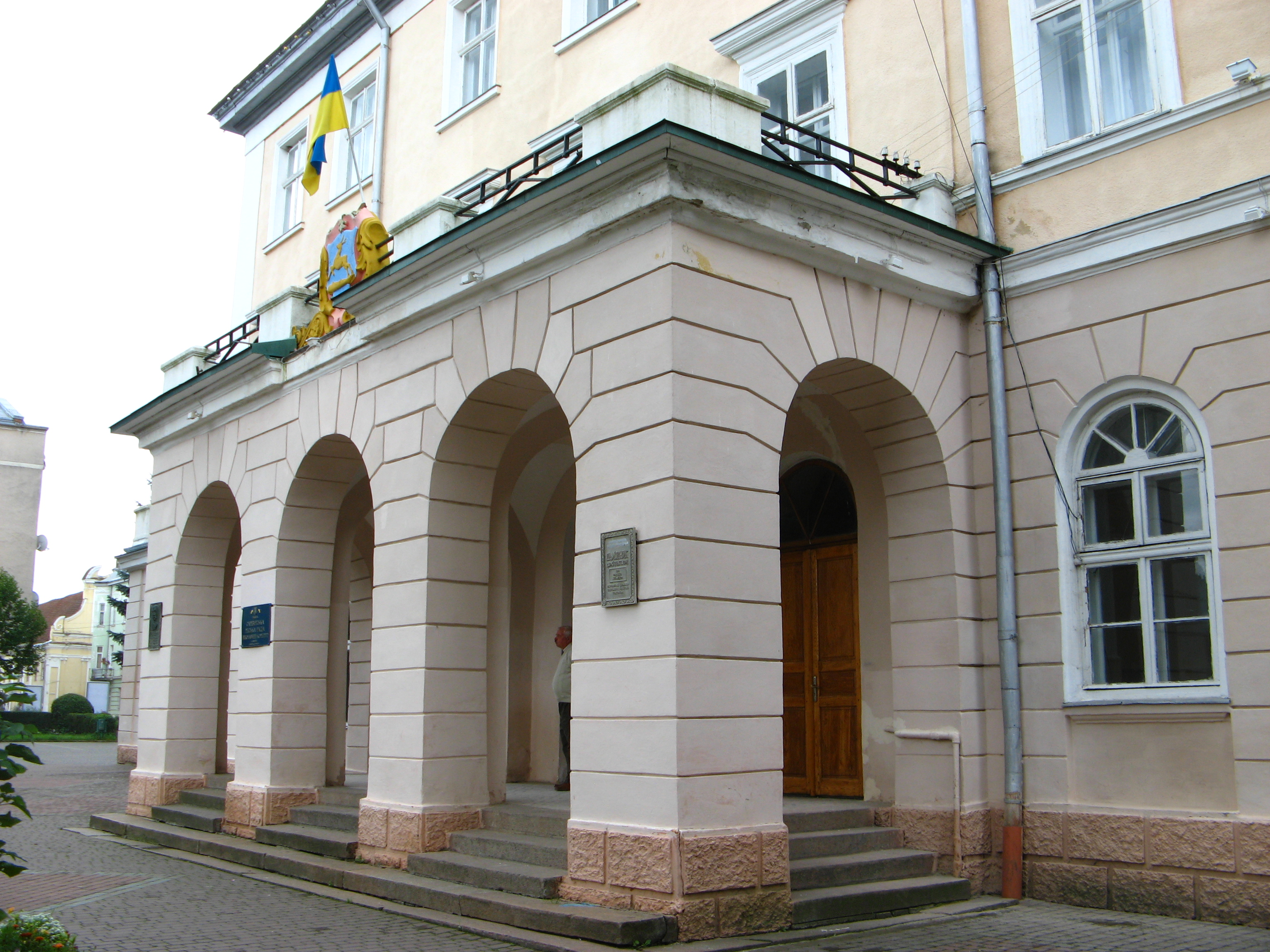
Портик при входе в помещения городского совета